# Svenska basketligan 2019-20
La temporada 2019-2020 de la Svenska basketligan fue la edición número 27 de la Svenska basketligan, el primer nivel de baloncesto en Suecia. La temporada comenzó el 25 de septiembre de 2019 y terminó prematuramente el 13 de marzo de 2020 debido a la pandemia de coronavirus. El Borås fue elegido campeón, al liderar la clasificación en ese momento de la temporada.

## Formato
Los diez equipos jugarían cuatro partidos contra cada uno de los otros equipos para un total de 36 partidos. Los ocho equipos mejor calificados disputarían los playoffs, el noveno clasificado jugaría un playoff de descenso al mejor de tres contra los subcampeones de la Primera División y el último equipo sería relegado directamente.

## Equipos
| Equipo              | Ciudad     | Pabellón             | Capacidad |
| ------------------- | ---------- | -------------------- | --------- |
| Luleå               | Luleå      | Luleå Energi Arena   | 2,700     |
| Djurgården          | Stockholm  | Brännkyrkahallen     | 500       |
| Borås               | Borås      | Boråshallen          | 3,000     |
| Jämtland            | Östersund  | Östersunds sporthall | 1,700     |
| Köping Stars        | Köping     | Karlbergshallen      | 650       |
| Norrköping Dolphins | Norrköping | Stadium Arena        | 4,500     |
| Nässjö              | Nässjö     | Nässjö Sporthall     | 1,200     |
| Södertälje Kings    | Södertälje | Täljehallen          | 2,200     |
| Umeå                | Umeå       | Umeå Energi Arena    | 1,270     |
| Wetterbygden Stars  | Huskvarna  | Huskvarna Sporthall  | 422       |

## Temporada regular

### Clasificación
| Pos. | Equipo              | PJ | G  | P  | PF   | PC   | DP   | Pts | Clasificación o descenso                 |
| ---- | ------------------- | -- | -- | -- | ---- | ---- | ---- | --- | ---------------------------------------- |
| 1    | Borås               | 33 | 28 | 5  | 3000 | 2633 | +367 | 56  | Clasificado para playoffs                |
| 2    | Luleå               | 33 | 26 | 7  | 2909 | 2566 | +343 | 52  | Clasificado para playoffs                |
| 3    | Köping Stars        | 33 | 24 | 9  | 2805 | 2638 | +167 | 48  | Clasificado para playoffs                |
| 4    | Södertälje Kings    | 33 | 19 | 14 | 2723 | 2606 | +117 | 38  | Clasificado para playoffs                |
| 5    | Wetterbygden Stars  | 33 | 17 | 16 | 3010 | 3086 | −76  | 34  | Clasificado para playoffs                |
| 6    | Jämtland            | 33 | 15 | 18 | 2958 | 2920 | +38  | 30  | Clasificado para playoffs                |
| 7    | Norrköping Dolphins | 33 | 14 | 19 | 2766 | 2759 | +7   | 28  | Clasificado para playoffs                |
| 8    | Nässjö              | 33 | 10 | 23 | 2653 | 2844 | −191 | 20  | Clasificado para playoffs                |
| 9    | Umeå                | 33 | 8  | 25 | 2663 | 2967 | −304 | 16  | Clasificado para playoffs de permanencia |
| 10   | Djurgårdens         | 33 | 4  | 29 | 2732 | 3200 | −468 | 8   | Descenso a Superettan                    |

 Fuente: SBL

### Resultados
| Local \ Visitante   | BOR    | DJU    | JAM     | KOP    | LUL    | NAS     | NOR   | SOD   | UME    | WET     |
| ------------------- | ------ | ------ | ------- | ------ | ------ | ------- | ----- | ----- | ------ | ------- |
| Borås               | —      | 108–80 | 94–79   | 90–91  | 98–88  | 76–72   | 82–76 | 78–66 | 92–81  | 88–84   |
| Djurgårdens         | 92–95  | —      | 108–102 | 64–74  | 84–92  | 70–90   | 86–80 | 79–89 | 77–85  | 77–105  |
| Jämtland            | 81–99  | 101–81 | —       | 90–101 | 94–98  | 81–82   | 90–78 | 98–85 | 89–86  | 121–112 |
| Köping Stars        | 75–67  | 92–78  | 89–70   | —      | 72–56  | 102–77  | 84–79 | 68–76 | 85–81  | 82–96   |
| Luleå               | 68–85  | 111–75 | 98–95   | 72–76  | —      | 63–60   | 95–87 | 75–82 | 83–60  | 100–59  |
| Nässjö              | 81–89  | 90–104 | 77–95   | 80–86  | 77–83  | —       | 72–75 | 90–79 | 100–86 | 104–109 |
| Norrköping Dolphins | 73–83  | 94–86  | 94–80   | 76–81  | 85–91  | 113–109 | —     | 62–71 | 92–68  | 103–85  |
| Södertälje Kings    | 64–81  | 81–77  | 92–86   | 75–84  | 80–84  | 94–68   | 85–66 | —     | 84–83  | 91–76   |
| Umeå                | 86–80  | 95–85  | 101–82  | 82–84  | 65–101 | 84–83   | 86–94 | 70–87 | —      | 93–107  |
| Wetterbygden Stars  | 93–109 | 107–86 | 106–87  | 99–98  | 71–97  | 83–81   | 83–73 | 88–87 | 91–71  | —       |

| Local \ Visitante   | BOR    | DJU    | JAM    | KOP   | LUL    | NAS   | NOR   | SOD   | UME    | WET     |
| ------------------- | ------ | ------ | ------ | ----- | ------ | ----- | ----- | ----- | ------ | ------- |
| Borås               | —      | 116–92 | 102–93 | 88–77 | 84–72  | 86–60 |       | 81–62 | 89–76  | 103–102 |
| Djurgårdens         |        | —      | 78–94  | 86–87 | 73–110 | 83–94 | 63–91 | 96–97 | 97–92  | 94–109  |
| Jämtland            | 75–103 | 107–87 | —      | 96–87 | 91–71  | 87–76 | 90–93 | 98–94 |        | 111–67  |
| Köping Stars        | 92–76  | 105–79 |        | —     | 65–76  | 84–86 |       | 74–71 | 92–75  | 93–85   |
| Luleå               | 84–78  | 97–83  | 89–86  |       | —      | 85–72 | 92–63 | 87–78 | 87–63  | 112–86  |
| Nässjö              | 78–105 |        | 68–63  | 80–84 | 75–98  | —     | 98–84 | 63–61 | 100–80 |         |
| Norrköping Dolphins | 80–93  | 117–83 | 67–89  | 79–86 | 71–91  | 89–56 | —     |       | 78–62  | 94–67   |
| Södertälje Kings    |        | 91–62  | 71–65  | 96–87 | 80–84  | 90–71 | 87–88 | —     | 93–66  | 91–87   |
| Umeå                | 68–102 | 102–87 | 86–92  | 67–84 |        |       | 88–79 | 82–89 | —      | 94–105  |
| Wetterbygden Stars  | 92–100 |        |        | 90–84 | 93–103 | 93–83 | 97–93 | 86–84 | 97–99  | —       |